# Ипиль
Ипиль — муниципалитет на Филиппинах на о. Минданао. Столица провинции Замбоанга-Сибугай. Численность населения — 52 481 житель на 2000 г.
Ипиль — центр образования в провинции. Здесь основан свой университет (университет Замбоанги), и действует филиал Государственного университета Западного Минданао. Среди наиболее крупных учебных заведений — Технический институт Южной Замбоанги и несколько колледжей. В городе обучаются также и представители духовенства.
В экономическом отношении Ипиль считается жизнеспособным деловым центром. В настоящее время здесь представлена пищевая промышленность, есть перспективы дальнейшего развития. Ипиль обеспечен в достаточной степени различными торговыми предприятиями общественными учреждениями, гостиницами, ресторанами, спортивными и развлекательными учреждениями, больницами и другими.
Большинство коммерческих банков страны имеют представительства в Ипиле. Это, например, Банк развития Филиппин, Земельный банк, Филиппинский национальный банк, Коммерческая корпорация банков Рисаль и другие. Сеть банков расширяется.
Ипиль связан со всеми крупными городами региона, расположенными не более, чем в трех часах пути (Диполог, Дапитан, Пагадиан и Замбоанга). Центр провинции обслуживают аэропорт в микрорайоне Санито и морской порт, расположенный в 4 км от центра.